# Terminalia septentrionalis
Terminalia septentrionalis är en tvåhjärtbladig växtart som beskrevs av René Paul Raymond Capuron. Terminalia septentrionalis ingår i släktet Terminalia och familjen Combretaceae. Inga underarter finns listade i Catalogue of Life.